# Oberliga Berlín
L'Oberliga Berlín, també coneguda com Stadtliga Berlín (lliga ciutat de Berlín) o Vertragsliga Berlin (lliga de contracte de Berlín), va ser la màxima categoria de futbol a la ciutat de Berlín Occidental entre els anys 1945 fins la creació de la Lliga alemanya de futbol el 1963.
La lliga va ser creada l'any 1945, incorporant clubs dels quatre sectors del Berlín ocupat, essent la màxima lliga a la zona. En el seu primer any, es va organitzar en quatre grups amb el guanyador de cada grup participant en un torneig final. L'any 1946, tres clubs de cadascun d'aquests quatre grups van participar en la fase final de l'Oberliga Berlín. Va substituir la Gauliga que havien existit fins al 1945 a la regió:
- Gauliga Berlin-Brandenburg

A més de l'Oberliga Berlín, altres quatre van ser creades, les quals eren:
- Oberliga Nord (formada el 1947)
- Oberliga Oest (formada el 1947)
- Oberliga Sud-oest (formada el 1945)
- Oberliga Sud (formada el 1945)

Els quatre sectors d'ocupació aliada a Berlín.

Als clubs de Berlín no se'ls va permetre, originalment, dur el seu nom anterior a la guerra i van ser anomenats amb el nom del suburbi que representaven. Aquesta norma fou alliberada l'any 1948 per als clubs dels tres sectors occidentals. Al sector soviètic, el futur Berlín Est, els clubs adoptaren noms en concordança amb els requeriments del nou règim soviètic.
Amb la reintroducció del campionat alemany el 1948, el guanyador de l'Oberliga Berlín es classificà per a la final del torneig amb els altres campions de l'Oberliga.
Després de la temporada 1949-50, els clubs de Berlín Est deixaren el campionat i passaren a jugar la lliga de la RDA de futbol. Com a conseqüència, al club Union Oberschöneweide, que s'havia classificat per la fase final del campionat alemany, no se li va permetre de participar-hi. Per sota, com a segona categoria, existí la categoria coneguda com Amateurliga Berlin.

## Membres fundadors
Entre parèntesis els noms dels clubs durant aquella temporada.
- Tennis Borussia Berlin (SG Charlottenburg)
- BSV 1892 Berlin (SG Wilmersdorf)
- Wacker 04 Berlin (SG Reinickendorf-West)
- Alemannia 90 Berlin (SG Prenzlauer Berg-West)
- SC Staaken (SG Staaken)
- Blau-Weiß 90 Berlin (SG Mariendorf)
- BFC Nordstern (SG Osloer Straße)
- Köpenicker SC (SG Köpenick)
- BFC Südring (SG Südring)
- SV Lichtenberg 47 (SG Lichtenberg-Nord)
- SG Stadtmitte Berlin
- Viktoria 89 Berlin (SG Tempelhof)

## Desaparició de l'Oberliga
Amb la introducció de la Lliga alemanya de futbol, el millor equip de l'Oberliga Berlín va ser admès a la nova Bundesliga. Del segon al vuitè equip van passar a la Regionalliga Berlín i els dos darrers van passar a l'Amateurliga Berlín.
Els equips admesos a la Bundesliga van ser:
- Hertha BSC

Els equips admesos a la Regionalliga van ser:
- Tasmania 1900 Berlin
- Tennis Borussia Berlin
- Spandauer SV
- Hertha Zehlendorf
- Wacker 04 Berlin
- BFC Südring
- BSV 1892 Berlin

Els equips admesos a l'Amateurliga van ser:
- Viktoria 89 Berlin
- SC Tegel

El sistema de classificació per a la nova lliga fou bastant complex. Es van tenir en compte les posicions de lliga dels clubs que jugaven a l'Oberliga durant les últimes deu temporades, per la qual cosa els resultats del 1952 al 1955 es van comptar una vegada, els resultats del 1955 al 1959 es van comptar el doble i els resultats del 1959 al 1963 el triple. Un primer lloc va obtenir 16 punts, un setze lloc un punt. Les aparicions al campionat alemany o a les finals de la DFB-Pokal també van ser recompensades amb punts. Els cinc campions de l'Oberliga de la temporada 1962-63 van tenir accés directe a la Bundesliga. Tot plegat, 46 clubs van sol·licitar les 16 places disponibles de la Bundesliga.
Seguint aquest sistema, l'11 de gener de 1963, la DFB va anunciar nou clubs fixos per a la nova lliga i va reduir els clubs elegibles per als set llocs restants a 20. Els clubs de la mateixa Oberliga que estaven separats per menys de 50 punts es van considerar en igualtat de rang i es va utilitzar la posició 1962-63 per determinar l'equip classificat.
Només tres equips de la lliga demanaren plaça a la Bundesliga, la qual fou atorgada al BSC Berlin.
Taula de punts:
| Posició | Club                 | Punts 1952 a 1963 | Posició 1962-63 |
| ------- | -------------------- | ----------------- | --------------- |
| 1       | Hertha BSC Berlin    | 346               | 1               |
| 2       | Tasmania 1900 Berlin | 324               | 2               |
| 3       | Viktoria 89 Berlin   | 318               | 9               |

| Club classificat per a la nova Bundesliga. |

1. ↑  Un dels nou clubs seleccionats l'11 de gener de 1963.
2. 1 2  Un dels 15 candidats que van ser eliminats de la selecció final.

## Palmarès
Font:
| Temporada | Campió                       | Subcampió                |
| --------- | ---------------------------- | ------------------------ |
| 1945-46   | SG Wilmersdorf (1)           | SG Prenzlauer Berg-West  |
| 1946-47   | SG Charlottenburg (1)        | SG Wilmersdorf           |
| 1947-48   | Union 06 Oberschöneweide (1) | SG Wilmersdorf           |
| 1948-49   | BSV 1892 Berlin (2)          | Tennis Borussia Berlin   |
| 1949-50   | Tennis Borussia Berlin (2)   | Union 06 Oberschöneweide |
| 1950-51   | Tennis Borussia Berlin (3)   | Union 06 Berlin          |
| 1951-52   | Tennis Borussia Berlin (4)   | Union 06 Berlin          |
| 1952-53   | Union 06 Berlin (2)          | Spandauer SV             |
| 1953-54   | BSV 1892 Berlin (3)          | Minerva Berlin           |
| 1954-55   | Viktoria 89 Berlin (1)       | Tennis Borussia Berlin   |
| 1955-56   | Viktoria 89 Berlin (2)       | Minerva Berlin           |
| 1956-57   | Hertha BSC Berlin (1)        | Tennis Borussia Berlin   |
| 1957-58   | Tennis Borussia Berlin (5)   | Viktoria 89 Berlin       |
| 1958-59   | Tasmania 1900 Berlin (1)     | Spandauer SV             |
| 1959-60   | Tasmania 1900 Berlin (2)     | Hertha BSC Berlin        |
| 1960-61   | Hertha BSC Berlin (2)        | Tasmania 1900 Berlin     |
| 1961-62   | Tasmania 1900 Berlin (3)     | Hertha BSC Berlin        |
| 1962-63   | Hertha BSC Berlin (3)        | Tasmania 1900 Berlin     |

1. ↑  L'Union 06 Oberschöneweide, un club de Berlín Est, va abandonar la lliga unificada el 1950. Els seus jugadors es van traslladar a Berlín Oest i van formar l'Union 06 Berlín.